# Gmina związkowa Maifeld
Gmina związkowa Maifeld (niem. Verbandsgemeinde Maifeld) – gmina związkowa w Niemczech, w kraju związkowym Nadrenia-Palatynat, w powiecie Mayen-Koblenz. Siedziba gminy związkowej znajduje się w mieście Polch.

## Podział administracyjny
Gmina związkowa zrzesza 18 gmin, w tym dwie gminy miejskie (Stadt) oraz 16 gmin wiejskich:
1. Einig
2. Gappenach
3. Gering
4. Gierschnach
5. Kalt
6. Kerben
7. Kollig
8. Lonnig
9. Mertloch
10. Münstermaifeld
11. Naunheim
12. Ochtendung
13. Pillig
14. Polch
15. Rüber
16. Trimbs
17. Welling
18. Wierschem